# Isaac Chinebuah
Isaac K. Chinebuah (* ca. 1926 – 1928; † 8. Juni 2006, Accra, Ghana) war ein führender ghanaischer Akademiker und Politiker. Chinebuah hatte in der Dritten Republik in Ghana unter Präsident Hilla Limann das Amt des Außenministers zwischen 1979 und 1981 inne.

## Karriere
Chinebuah war bereits in der ersten Republik Ghanas unter Präsident Kwame Nkrumah Minister für Erziehung und Information.
Im Jahr 1979 wurde Chinebuah Amtsnachfolger von Gloria Amon Nikoi im Amt des Außenministers (Minister of Foreign Affairs) von Ghana während der Präsidentschaft von Hilla Limann. Als Liman im Militärputsch von Jerry Rawlings entmachtet wurde, folgte Obed Asamoah im Amt des Außenministers Chinebuah nach. Er war zudem Mitglied des damaligen Parlaments für Nzema East dem heutigen Wahlkreis Ellembelle Constituency.
An der renommierten Achimota School in einem heute im Norden der Hauptstadt gelegenen Stadtteil Accras war Chinebuah Schulleiter zwischen 1963 und 1966. Zudem war er Dozent und wissenschaftlicher Mitarbeiter am Institut für Afrika-Studien (Institute of African Studies) der Universität von Ghana in Legon, einem Stadtteil von Accra. Später war er ebenfalls Dekan der Kunstfakultät der Universität von Ghana.

## Leben
Chinebuah starb am 8. Juni 2006 im Alter von 76 oder 78 Jahren im bekannten Militärkrankenhaus der Militärbasis 37 in Accra. Er wurde am 11. August im Rahmen eines Staatsbegräbnisses unter Teilnahme höchster Staatsbeamter und Regierungsmitglieder bestattet. Chinebuah war mit Jane Chinebuah verheiratet und Vater von acht Kindern.